# Blasius Berwart

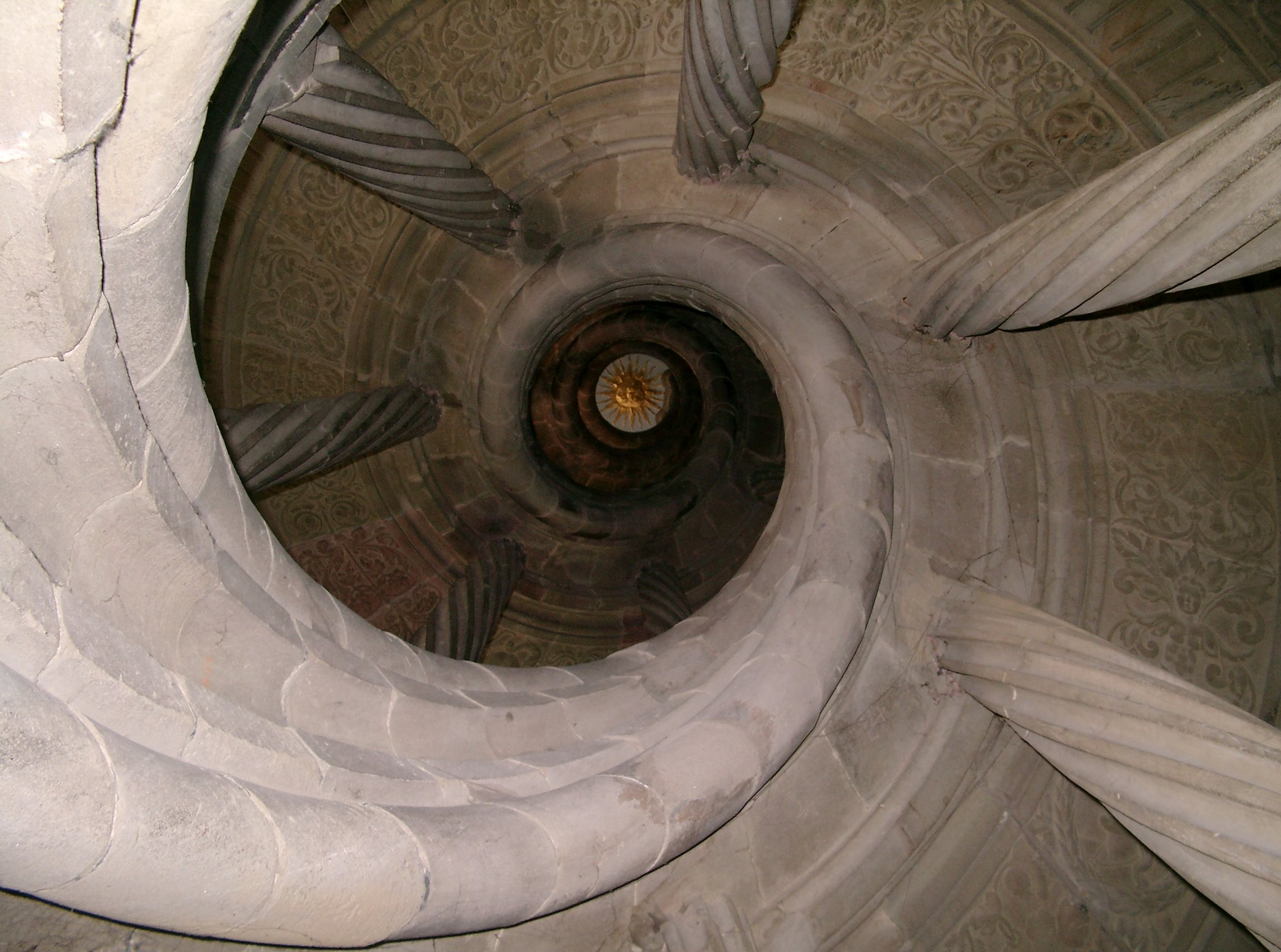
Berwart-Treppe in Mergentheim

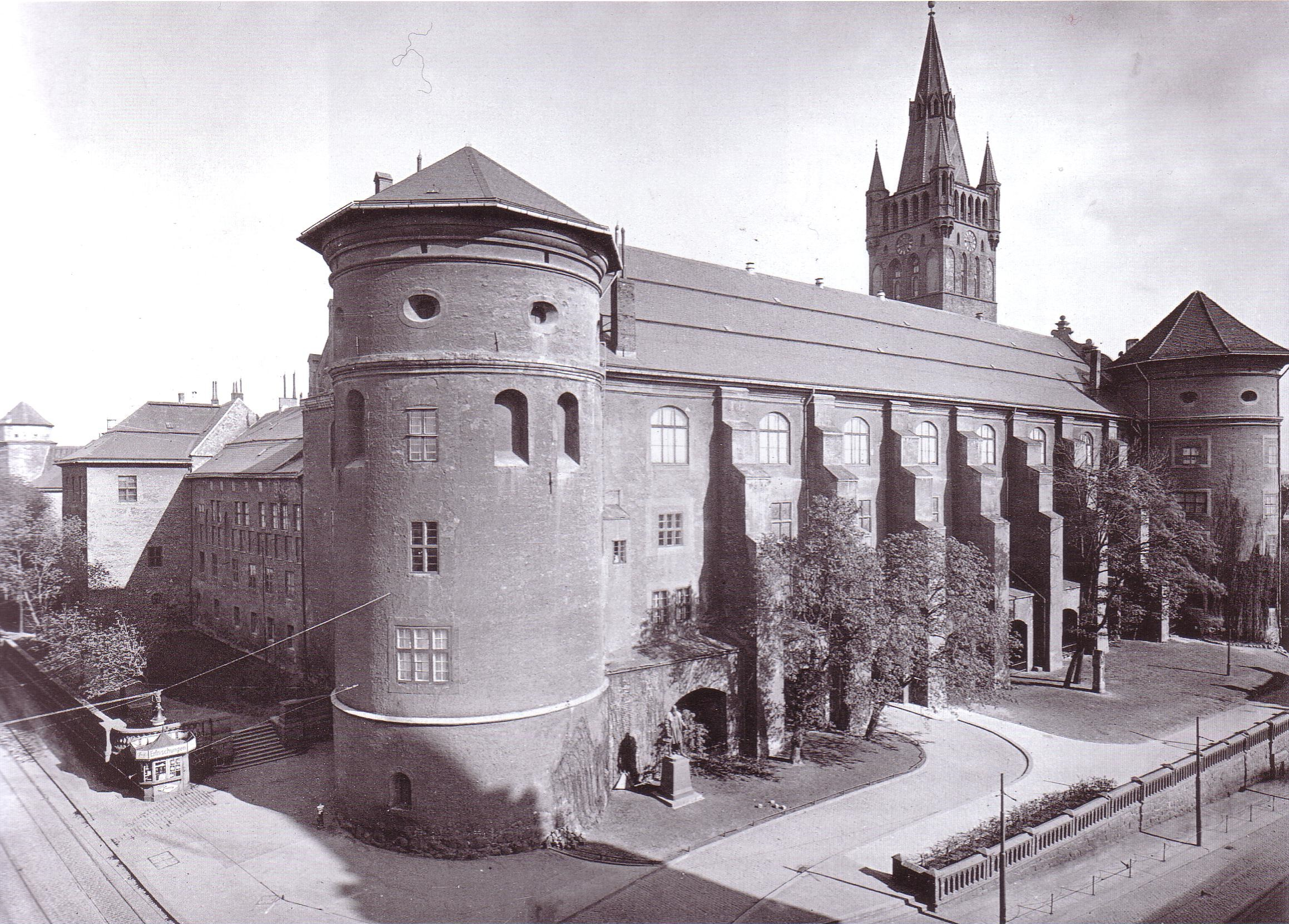
Berwart-Turm am Königsberger Schloss

Blasius Berwart (* 1530; † 1589) war ein deutscher Baumeister. Besonderes Ansehen genoss er im Bau von Treppen und Festungen, wie beispielsweise der Festung Wülzburg.

## Leben
Berwart arbeitete 1553/54 mit seinem Bruder Martin Berwart († 1564) an dem Brunnen in Leonberg. Als Schüler von Aberlin Tretsch war er ab 1557 am Bau vom Schloss Hohentübingen und vom  Alten Stuttgarter Schloss beteiligt. 1558 wurde er nach Schloss Dillingen an der Donau geschickt, um (ab 1560) nach seinem Vorbild die Wendeltreppe im Stuttgarter Schloss zu bauen. 1563 trat er mit Tretsch in Ansbach in die Dienste des Markgrafen Georg Friedrich I. Er arbeitete an einer Erweiterung der Residenz Ansbach und an der Fertigstellung der Plassenburg. 1571 übernahm er die Bauleitung des Deutschmeisterschlosses Mergentheim.
Der Markgraf schickte ihn 1578/79 ins Herzogtum Preußen. Er sollte Amtsgebäude umbauen und die Oberbauleitung am Westflügel des Königsberger Schlosses übernehmen. Der bis 1945 erhaltene Rundturm an der Nordwestecke des Schlosses war nach ihm benannt. 1584 leitete er den Umbau der Ordensburg in Mohrungen.
1586 wurde er nach Ansbach zurückgerufen, wo er neben dem Schlossbau eine umfangreiche Tätigkeit im Bau von Bürgerhäusern entwickelte. Bei Befestigungsarbeiten auf der Wülzburg (1588) arbeitete sein Sohn Blasius Berwart d. J. mit.
Berwart war an der Ausgestaltung des deutschen Renaissanceschlossbaus maßgeblich beteiligt. Er und sein Bruder waren gesuchte Konstrukteure von Wendeltreppen, die gotische und Renaissance-Elemente verbanden.
Er wurde am 23. Juli 1589 in der Martinskirche von Oberhochstatt begraben.